# Bernard Prués
Bernard Prués, né le 11 juin 1773 au Marin (Martinique) et mort le 18 mars 1852 à Chemillé-sur-Indrois, est un colonel français de la Révolution et de l’Empire, puis un général de la monarchie de Juillet.

## Biographie
Il entre en service le 23 août 1793, dans la compagnie de dragons de Toulouse, et il devient sous-lieutenant le 11 mars 1794 au 24e régiment de chasseurs à cheval. Il fait les guerres de l’an II à l’an III à l’armée des Pyrénées occidentales avant de rejoindre l’armée d’Italie en l’an IV, où il se fait remarquer par son intrépidité et sa bravoure chevaleresque. Sa conduite lui vaut le grade de lieutenant le 7 octobre 1796, et celui de capitaine le 7 janvier 1797.
Le 27 avril 1799, devant Cassano, à la tête de 40 chasseurs de son régiment, il enlève un bataillon autrichien en présence de toute la cavalerie ennemie. Le même jour avec une trentaine de chasseurs, il enfonce une colonne formidable de grenadiers autrichiens qui était déjà parvenue à couper la retraite à la brigade du général Kister qui se trouve à Vaprio, et dans cette affaire il est blessé grièvement de deux coups de feu. Il sert ensuite au corps d’observation de la Gironde pendant les ans IX et X, et il reçoit un sabre d’honneur le 24 janvier 1803.
En l’an XII et en l’an XIII, il est employé à l’armée des côtes de l’Océan, et il est fait officier de la Légion d’honneur le 14 juin 1804. Affecté à l’armée d’Italie en 1805 et 1806, il se distingue brillamment le 30 octobre 1805, à la bataille de Caldiero, où il est blessé d’un coup de feu à la main gauche.
Le 15 janvier 1807, il est nommé chef d’escadron au 14e régiment de chasseurs à cheval, et il prend part aux opérations de la Grande Armée en Prusse et en Pologne. Le 5 septembre 1808, il devient aide de camp du général de division Bertrand, avec lequel il fait les campagnes de 1808 et 1809, en Espagne et en Allemagne.
Le 28 janvier 1813, il passe major en second, et le 1er mars suivant, il est nommé colonel du 1er régiment de hussards croates, avec lequel il sert en Italie jusqu’au 30 décembre 1813, époque de la dissolution du régiment. 
Le 1er janvier 1814, il est appelé au commandement du 3e régiment de hussards, et au retour de l’Empereur, il est placé à la tête du 13e régiment de chasseurs à cheval le 19 avril 1815 au corps d’observation du Jura, sous les ordres du général Lecourbe. Il fait dans cette courte campagne des prodiges de valeur et s'immortalise surtout dans la journée du 4 juillet, où 60 000 ennemis, commandés par le prince de Colloredo, ont débouché par Bâle, lorsque le général Lecourbe se retire lentement et en bon ordre, disputant avec ses 6 000 hommes le terrain pied à pied. Il est licencié le 20 octobre 1815.
Il est fait chevalier de Saint-Louis le 8 mars 1818, et il est rappelé à l’activité le 5 mars 1823, comme commandant du quartier général du 4e corps de l’armée des Pyrénées, lors de l’expédition d'Espagne. Il est admis à la retraite le 22 décembre 1824, et il est fait chevalier de Saint Ferdinand de 2e classe le 24 décembre 1824. Il est fait maréchal de camp honoraire le 23 mai 1825.
Lors de la révolution de juillet, il est relevé de sa retraite et placé à la tête du 1er régiment de chasseurs à cheval le 9 août 1830, commandement qu’il conserve jusqu’au 13 septembre 1832, date de sa réadmission à la retraite.
Il meurt le 11 mars 1852 à Chemillé-sur-Indrois.